# Hollaback!
 (novembre 2018).
 (avril 2025).
Hollaback! est une Organisation non gouvernementale américaine, à but non lucratif, qui lutte contre le harcèlement de rue. D'abord un blog créé en 2005 par sept jeunes New-Yorkais, Hollaback! est devenu une ONG en 2010. C'est également en 2010 qu'ils ont lancé une application mobile gratuite pour iPhone et Android.
La directrice de l'association est Emily May depuis 2010.
Leurs slogans sont « Together We Have the Power to End Harassment » (en français : « Ensemble, nous avons le pouvoir de mettre fin au harcèlement ») et « We've Got Your Back » (en français : « Vous pouvez compter sur nous. »)

## Création et historique
Le blog d'Hollaback! a été créé en 2005 par sept jeunes New-Yorkais (quatre femmes et trois hommes), inspirés par l'histoire de Thao Nguyen, une femme qui a pris en photo l'homme qui l'a harcelé dans le métro de New York et, quand la police a refusé de l'aider, a posté cette photo sur Flickr. La photo est devenue virale au point de faire la couverture du journal New York Daily News. Les sept New-Yorkais (dont la directrice actuelle Emily May) ont donc décidé de créer un blog sur lequel les victimes de harcèlement sexuel pourraient partager leur expérience, et également publier des photos de leurs agresseurs de la même façon que Thao Nguyen.
Hollaback! est devenu une ONG en 2010, et a récolté près de $15 000 (environ 13 000€) sur la plateforme de financement participatif Kickstarter, ce qui leur a permis de lancer une application pour smartphones, maintenant disponible dans le monde entier, qui permet aux victimes ou aux témoins de partager leur histoire, en choisissant de la publier dans l'une des deux catégories « J'ai vécu cette expérience » et « J'ai été témoin. »
Le nom Hollaback! vient de l'expression argotique américaine « to holler at a girl » (holler étant souvent abrégé en holla) qui peut être traduit par « draguer une fille ». Ainsi, hollaback implique que la personne qui se fait draguer répond à son interlocuteur. L'organisation invite donc les victimes à reprendre le pouvoir sur leur agresseur. L'expression a été popularisée par la chanson Hollaback Girl de Gwen Stefani en 2005, mais on ne sait pas si ça a influencé le choix du nom d'Hollaback!.

## Principes et objectifs
Hollaback! a organisé de nombreux évènements afin de sensibiliser sur le sujet du harcèlement de rue, tels que des projections de films, des conférences, des manifestations, ou encore des enquêtes. Ils encouragent notamment les témoins de harcèlement de rue à aider les victimes grâce à la méthode dite des cinq D : "Direct, Distract, Delegate, Delay, and Document" (en français : « Intervenir directement, distraire, demander de l'aide, parler à la victime après les faits, ou filmer l'agression »).

### Programmes
L'association a lancé trois programmes principaux :
- Global Site Leader Program[6] : avant d'ouvrir une nouvelle antenne, Hollaback! forme des « site leaders » (en français : chef de site) pendant six mois afin qu'ils soient capables de gérer leurs propres branches de l'organisation et du site internet.

« En formant des leaders locaux pour mener le mouvement dans leurs communautés et collecter les témoignages de harcèlement de rue de façon sûre et partageable en utilisant la technologie mobile, Hollaback rompt le silence qui a fait perdurer le harcèlement de rue dans le monde entier, affirme que toute forme de violence sexuelle est inacceptable, et crée un monde où chacun a le pouvoir de mettre fin au harcèlement de rue. »
- HeartMob[8] : contre le harcèlement en ligne.
- College Initiative[9] : contre le harcèlement sur les campus universitaires.

### Antennes locales
Hollaback! est présente principalement aux États-Unis, où elle compte une vingtaine d'antennes. L'association n'est pas encore présente en France, mais elle l'est dans 31 autres pays dont notamment le Royaume-Uni et le Canada.

## Critique

### Critiques générales
Une des critiques envers Hollaback! qui revient régulièrement est que « ça ne sert à rien, ça ne changera rien ». Liz Dolfi, volontaire à Hollaback!, a répondu à ces critiques dans une publication sur le site de l'association en décembre 2010 en expliquant que petit à petit, Hollaback! pourra aider à faire évoluer les consciences, notamment des hommes, à propos du harcèlement de rue, et ainsi de créer un environnement plus sûr pour les femmes. Poster une photo de leur agresseur peut également permettre aux femmes de reprendre le pouvoir alors que se faire harceler les a fait se sentir désarmées. Dolfi affirme que Hollaback! a changé la façon dont elle perçoit le harcèlement de rue et a fait d'elle une activiste.

### Vidéo contre le harcèlement de rue
En octobre 2014, Rob Bliss a créé une vidéo pour Hollaback! montrant Shoshana Roberts, une femme blanche, marchant dans les rues de New York pendant dix heures et se faisant interpeller par des hommes plus de 100 fois, sans jamais y répondre. À la fin de la vidéo, un message encourage les spectateurs à faire un don à Hollaback! afin de mettre fin au harcèlement de rue.
La vidéo de deux minutes montrant principalement des hommes noirs ou hispaniques abordant Roberts, elle a été soupçonnée d'avoir été montée de façon à propager un sous-entendu raciste. Une pétition avait même été lancée sur le site de pétition en ligne change.org demandant à l'association de rendre public l'enregistrement complet afin de vérifier si le montage qui avait été posté sur Youtube correspondait bien à la réalité ou si les extraits avaient été choisis en fonction de la couleur de peau des hommes.
Hollaback! a répondu à la polémique dans un communiqué posté sur leur site quelques jours après la publication de la vidéo : « Nous regrettons que la vidéo semble démontrer un parti pris contre les hommes de couleur, qui sont sur-représentés dans le montage de la vidéo. » Dans ce communiqué, ils déplorent également le fait que Shoshana Roberts, la femme dans la vidéo, ai reçu des menaces de viol et même de morts, qui vont complètement à l'encontre du message qu'ils ont voulu faire passer et perpétuent la culture du harcèlement.
Quant à Rob Bliss, le réalisateur de la vidéo, il a déclaré : « Je savais, en me lançant dans ce projet, que le résultat ne correspondrait pas à des statistiques précises [...] Par exemple, il n'y a pas d'homme asiatique, mais ça ne veut pas dire que je souhaite défendre les hommes asiatiques ou dire qu'ils n'interpellent jamais les femmes dans la rue, car ils le font aussi. ». 